# Cinchonidina
Cinchonidina o Cinconidina es un alcaloide que se encuentra en Cinchona officinalis. Se utiliza en síntesis asimétrica en química orgánica. Es un estereoisómero y pseudo-enantiómero de cinchonina.